# Arses (koning)
Oarses (Grieks Ὀάρσης, ook de spellingsvarianten Νάρσης / Narses en Ἄρσης / Arses komen voor) was sjah van het Perzische Rijk uit het koningshuis der Achaemeniden van september 338 v.Chr. tot aan zijn dood in de zomer van 336 v.Chr.
Oarses was de jongste zoon en opvolger van Artaxerxes III. Hij werd opgeleid voor de troonopvolging door de invloedrijke paleiseunuch Bagoas, die -volgens in het Grieks geschreven bronnen- eerst zijn vader Artaxerxes had vermoord. Een kleitablet in het British Museum, BM 71537, bewijst echter dat de oude vorst een natuurlijke dood stierf.
Om de nieuwe koning volledig in zijn macht te hebben, aarzelde Bagoas niet ook Artaxerxes' andere zonen uit de weg te ruimen. Een van hen, een zekere Bisthanes, zou echter zijn lot ontsnapt zijn, als we Arrianus mogen geloven.
Arses, die volgens een inscriptie uit Lycië en enkele ostraca uit Samaria de troonnaam Artaxerxes IV aannam, lijkt zijn best te hebben gedaan als normale sjah te regeren. Het staat vast dat hij in Babylon restauratie van een van de tempels heeft gelast. Maar hij werd in het nauw gebracht door ten minste vier opstanden. In Egypte greep een zekere Chababash de macht, in Babylonië lijkt een Nidin-Bel te hebben geregeerd, in het noordwesten deden de Macedoniërs van koning Philippus II een inval, en in Armenië kwam satraap Artašata in opstand.
Zodra Bagoas begreep dat de koning de situatie niet aankon, liet hij hem uit de weg ruimen en droeg de macht over aan Artašata, die onder de naam Darius III zou regeren. De eunuch kon niet verhinderen dat hij zelf door Darius zou worden gedood.

## Referentie
- L. Schmitz, art. Arses, in W. Smith (ed.), A dictionary of Greek and Roman biography and mythology, I, Boston, 1867, p. 366.
- Artaxerxes IV